# Шиманьская, Зорика
Зорика Шиманьская (пол. Zorika Szymanska, настоящие имя и фамилия — Зофья Шиманьская (пол. Zofia Szymańska); 15 января 1903, Бризен, Пруссия (ныне Вомбжезьно Куявско-Поморское воеводство, Польша) — 27 декабря 1954, Варшава, ПНР) — польская киноактриса

. Во время Второй мировой войны и оккупации Польши спасала евреев от геноцида.

## Биография
Окончила актёрскую школу режиссёра Константина Меглицкого (1890—1955). Снималась в немом кино с 1929 года. Зорика играла главные роли в фильмах Меглицкого, а в 1943 году они поженились.
Во время Второй мировой войны вместе с мужем и его сыном Здиславом спасала евреев от геноцида, помогая им скрываться от нацистских оккупантов. Летом 1942 года, во время масштабной депортации из Варшавского гетто, семье Клейнман удалось бежать. Родители обратились к своим польским друзьям Меглицким с просьбой спрятать их 12-летнюю дочь Лилку. Софья и Константин приняли её в свою семью и оформили фальшивые документы, выдав её за племянницу Софьи. Лилка жила с ними до освобождения Польши в 1945 году. Сын Зорики Здислав помог отцу Лилки в 1944 году после гибели его жены под бомбёжкой.
Умерла в Варшаве 27 декабря 1954 года.
За спасение евреев в 1992 году израильский Институт Катастрофы и героизма «Яд ва-Шем» присвоил Зорике и членам её семьи почётное звание Праведников народов мира.

## Фильмография
- 1929 — Над снегами — Хелена
- 1929 — Магдалена — Магдалена Беруда
- 1930 — Халка — Халка
- 1931 — Страшная ночь